# Simon Laufer
Simon Laufer, född 5 februari 1980 i Västra Skrävlinge, är en svensk artist. 

## Biografi
År 2000 medverkade Simon Laufer i Sikta mot stjärnorna tillsammans med fyra av sina barndomsvänner. De tävlade som Backstreet Boys med låten Larger than life. I deltävlingen hamnade de på andra plats och blev därmed utslagna. Lasse Anrell fick dock använda två "Wildcards" inför finalen, och valde då deras grupp, men de vann inte.
Laufer medverkade därefter i reality-programmet Popstars tredje säsong. Han tog sig till finalen där han slutade på andra plats efter vinnaren Johannes Kotschy. Singeln "Can't Feel the Ground" från 2002 låg på Sverigetopplistan under fem veckor.
2007 bildade han tillsammans med Fredrik Söderström duon Simsoak, och 2009 släppte de sitt debutalbum Liveochdirekt. Våren 2010 medverkade duon i programmet Talang, där de tog sig vidare till semifinalen för att sedan bli utslagna. Gruppen är flitigt aktiv och åker på turné. De driver en egen skivstudio.

## Diskografi

### Singlar
- Can't feel the ground – 2002
- Våga chansa – 2009

### Album
- Sikta mot stjärnorna vol. 6  – 2000[5]
- Popstars  – 2002[6]
- Liveochdirekt  – 2009

## Teater

### Roller
| År   | Roll                                                     | Produktion                                                                 | Regi          | Teater            |
| ---- | -------------------------------------------------------- | -------------------------------------------------------------------------- | ------------- | ----------------- |
| 2011 | Grandmaster Chad Dewey                                   | Legally Blonde Heather Hach, Laurence O'Keefe och Nell Benjamin            | Anders Albien | Nöjesteatern      |
| 2016 | Favorite Son                                             | American Idiot Billie Joe Armstrong och Michael Mayer                      | Philip Zandén | Cirkus, Stockholm |
| 2023 | Arne Alexander Hermelin (Understudy) Yngrot (Understudy) | De’ e’ det här vi kallar kärlek Monica Forsberg och Ingela ”Pling” Forsman | Hans Marklund | Nöjesteatern      |
| 2024 | Arne Alexander Hermelin (Understudy)                     | De’ e’ det här vi kallar kärlek Monica Forsberg och Ingela ”Pling” Forsman | Hans Marklund | Göta Lejon        |